# 레오니드 크라우추크

레오니드 크라우추크

레오니드 마카로비치 크라우추크(우크라이나어: Леонід Макарович Кравчук, 러시아어: Леонид Макарович Кравчук 레오니트 마카로비치 크랍추크[*], 1934년 1월 10일~2022년 5월 10일)는 우크라이나의 정치가로 우크라이나의 초대 대통령(1991년 12월 5일~1994년 7월 19일)이다. 러시아의 보리스 옐친과 함께 소비에트 연방 해체에 합의, 소련 붕괴에 결정적인 역할을 한 인물 중 하나이다.
1934년 1월 10일에 폴란드 지틴비엘키(현재의 우크라이나 리우네주 벨리키지틴)에서 태어났다. 공산당에 가입하였으며, 정치국원이 되었고, 1990년 우크라이나 소비에트 사회주의 공화국의 지도자인 최고회의 의장에 선출되었다. 그 후 곧 소련 공산당을 탈당하고 우크라이나 독립운동을 펼쳤다. 1991년 12월 1일, 우크라이나 최초의 대통령 선거에 무소속으로 출마, 당선되어 소비에트 연방 구성 공화국으로서의 우크라이나 공화국의 처음이자 마지막 대통령이 되었다. 12월 5일 대통령에 취임한 그는 곧 소련 붕괴와 우크라이나 독립을 위한 활동을 펼쳐, 12월 8일, 러시아의 보리스 옐친 대통령과 벨라루스의 스타니슬라우 슈시케비치 지도자와 함께 소비에트 연방 해체와 독립국가연합 창설에 합의하였다. 독립국인 우크라이나 공화국의 초대 대통령으로 1992년 8월 정식으로 취임하였으나, 체제 변환기의 혼란을 제대로 수습하지 못하여 경제 상황을 크게 악화시켰다. 1994년 선거에서 레오니드 쿠치마에게 패해 물러났다.

## 같이 보기
- 우크라이나 소비에트 사회주의 공화국
- 8월 쿠데타
- 레오니드 쿠치마